# Nymphister simplicissimus
Nymphister simplicissimus är en skalbaggsart som beskrevs av August Reichensperger 1933. Nymphister simplicissimus ingår i släktet Nymphister och familjen stumpbaggar. Inga underarter finns listade i Catalogue of Life.